# Laurent Pedrosa
Pour les articles homonymes, voir Pedrosa.
Pas d'image ? Cliquez ici

a Compétitions nationales et continentales officielles uniquement.

Laurent Pedrosa, né le 21 novembre 1970 à Tarbes, est un joueur français de rugby à XV qui évolue au poste de talonneur.
Il est le frère aîné de Yves Pedrosa, également talonneur.

## Biographie
Laurent Pedrosa est formé au Stadoceste tarbais.
Il joue ensuite à US vicquoise, au CA Lannemezan avant de revenir au Stadoceste tarbais.
Il joue ensuite deux saisons au Racing CF avant de rejoindre le Stade français.
Pour sa première saison il remporte le Bouclier de Brennus, en dominant largement l'USA Perpignan en finale. Laurent Pedrosa glane alors son premier titre de champion de France.
Il reste dans le club de la capitale jusqu'en 2001, remportant au passage une coupe de France et un nouveau titre en championnat en 2000.
En 2001 il rejoint le CA Bègles Bordeaux puis le FC Grenoble en 2002 avant de terminer sa carrière à l'Union sportive testerine.

## Palmarès
- Championnat de France de première division :
  - Champion (2) : 1998, 2000.
- Coupe de France :
  - Vainqueur (1) : 1999.
  - Finaliste (1) : 1998.
- Coupe d'Europe :
  - Vice-champion (1) : 2001.